# Ewen Whitaker
Ewen A. Whitaker (Londres, 22 de juny de 1922 - Tucson, Arizona, 11 d'octubre de 2016) va ser un astrònom britànic especialitzat en estudis de la Lluna.

## Biografia
Va ser astrònom de l'Observatori Reial de Greenwich, on es va convertir en el director de la Lunar Section of the British Astronomical Association. A continuació, va emigrar als Estats Units i es va unir al personal de l'Observatori Yerkes. El 1960 va deixar Yerkes, juntament amb Gerard P. Kuiper, on varen fundar el Lunar and Planetary Laboratory de la Universitat d'Arizona, on es va convertir en investigador emèrit de l'LPL quan es va retirar en el 1978.
Va treballar en diverses missions de la NASA, i va tenir èxit en la localització del lloc d'aterratge del Surveyor 3. Posteriorment aquesta va ser utilitzada per determinar el lloc d'aterratge per a la missió de l'Apollo 12.
Ha estat considerat per alguns com el líder mundial dels experts en cartografia de la Lluna i nomenclatura lunar. Algunes de les seves recerques estan relacionades amb el descobriment de cadenes de cràters en la Lluna.
Va ser membre del Grup de Treball de la UAI en la nomenclatura lunar. El 1999 va publicar un llibre sobre la història de la cartografia i la nomenclatura lunar, titulat Mapping and Naming the Moon. Va ser el descobridor de Miranda, la cinquena lluna d'Urà.
Va residir a Tucson, Arizona i va morir l'11 d'octubre de 2016. La seva esposa Beryl va morir el 2013.

## Premis
- Medalla Goodacre, 1982.